# 関空リニア構想
関空リニア構想（かんくうリニアこうそう）は、2009年（平成21年）7月31日に大阪府知事の橋下徹（当時）が打ち出した、関西国際空港と大阪市中心部とをリニアモーターカーで結ぶ構想。
関空の競争力強化のためには、大阪都心部からの高速鉄道によるアクセスの大幅な改善が中長期的な課題となっている。「国土交通省成長戦略」（2010年5月）に基づく関西国際空港と大阪国際空港の経営統合に関し、2011年2月に府が国へ提出した意見書で、関空強化策の一つとして関空リニア等高速アクセスの調査実施を国土交通省に求めた。これを受けて、2011年度に国主体で整備効果等の調査が行われた。

## 構想概要
所要時間
- 現行
  - 南海電気鉄道 特急「ラピート」：関西空港 - 難波 間 = 約35分
  - 西日本旅客鉄道 特急「はるか」：関西空港 - 天王寺間 = 約30分、関西空港 - 新大阪間 = 約50分

- 関空リニア構想
  - 関西空港 - 大阪市中心部間（梅田周辺） = 約10分

総工費
- 大阪府による試算
  - 複線：約6500億円
  - 単線：約3000億円 - 4000億円

- 国土交通省による試算
  - 約1兆5000億円

## 関空アクセス調査検討会
2011年6月27日、より精緻な調査実施に資することを目的として、国土交通省で「第1回関空アクセス調査検討会」が開催され、国が行う調査内容について国交省から説明が行われ、大阪府・大阪市の担当者を交えて、意見交換が行われた。
検討会メンバーは下記の通り。これ以降、検討会は開催されていない。
国土交通省
- 大臣官房参事官（近畿圏・中部圏空港政策担当）
- 鉄道局 都市鉄道課長
- 大阪航空局 空港部長
- 近畿運輸局 企画観光部長

大阪府
- 政策企画部 空港戦略室長
- 都市整備部 交通道路室長

大阪市
- 計画調整局 計画部長

## 調査結果
2016年3月に国土交通省が調査結果を取りまとめた。「現時点においては、建設費（1兆円規模）に見合う需要が見込めないものの、運輸収入が維持管理費等を上回るケースも想定されることが明らかになった。高速アクセス鉄道の実現に向けては、今後、関西国際空港・伊丹空港コンセッションやLCCの関空拠点化等による空港利用者の拡大・航空需要ネットワークの充実、北陸新幹線、リニア中央新幹線等のネットワーク充実などにより、建設費に見合った需要に高めていくことが課題である。」という内容だった。
大阪府は、「今後の空港運営事業者（関西エアポート）等による空港利用者拡大に向けた取組みや、関西における観光振興、産業活性化等の状況によって需要が伸びる可能性もあることから、それら動向を中長期的に注視していく」としている。